# Ашхар
Ашхар (вірм. աշխարհ, літер. «земля», «світ»), також наанг (вірм. նահանգ) — найбільша одиниця адміністративно-територіального поділу Великої Вірменії.
Менша одиниця — гавар — відповідала внутрішньому, часто умовному, поділу ахшару на регіони.

## Ашхари Великої Вірменії

Розташування Великої Вірменії відносно суміжних держав. Показано завоювання Тиграна Другого.

Згідно з рукописом «Ашхарацуйц» Велика Вірменія поділялась на 15 ашхарів:
1. Висока Вірменія (Верхній Айк)
2. Цопк
3. Алдзнік (Ахдзнік)
4. Туруберан
5. Мокк
6. Корчайк (Корджайк)
7. Нор-Ширакан (Перська Вірменія)
8. Васпуракан
9. Сюнік
10. Арцах
11. Утік
12. Пайтакаран
13. Тайк
14. Гугарк
15. Айрарат

## Гавари
Ашхари, або наанги в свою чергу були поділені на гавари — дрібніші одиниці, яких у кожному ашхарі було від 8 (Цопке) до 36 (в Васпуракані).